# سيرجي ماتفينكو
سيرجي ماتفينكو (بالقازاقية: Сергей Владимирович Матвиенко) هو مصارع هاوي كازاخستاني، ولد في 3 يونيو 1972 في قوستاناي في كازاخستان.

## وصلات خارجية
- سيرجي ماتفينكو على موقع قاعدة بيانات المصارعة الدولية (الإنجليزية)
- سيرجي ماتفينكو على موقع أوليمبيديا (الإنجليزية)